# Cunlhat
Cunlhat – miejscowość i gmina we Francji, w regionie Owernia-Rodan-Alpy, w departamencie Puy-de-Dôme.
Według danych na rok 1990 gminę zamieszkiwało 1411 osób, a gęstość zaludnienia wynosiła 48 osób/km² (wśród 1310 gmin Owernii Cunlhat plasuje się na 151. miejscu pod względem liczby ludności, natomiast pod względem powierzchni na miejscu 223.).